# Aurélia ou le Rêve et la Vie
Aurélia ou le Rêve et la Vie (Aurelia oder Der Traum und das Leben) ist eine Erzählung des zur französischen Romantik gehörenden Dichters Gérard de Nerval (1808 bis 1855).

## Werk
Nerval verfasste die Dichtung 1855, am Ende seines Lebens, um sich von seinen Emotionen zu befreien und zu versuchen, den Geisteszustand zu beschreiben, in dem er sich während seiner Wahnsinnsanfälle befand. Das Werk gilt als die berühmteste Erzählung des französischen Romantikers und Faust-Übersetzers. Der Untertitel Le Rêve et la Vie (Der Traum und das Leben) macht deutlich, worum es in dem Text geht: Nerval versucht, den Platz des Traumes in einer Gesellschaft, die ihn mit dem Wahnsinn gleichsetzt, zu rehabilitieren. In dem Text geht es um eine Person, die vom Verlust einer Frau erfährt, die sie „vergöttlicht“ hatte. Daraufhin ist sie davon überzeugt, dass sie bald sterben werde. Das Werk ist mal Erzählung, mal Rede, mal Brief, mit einer Hauptfigur, die ihre Träume erzählt und kommentiert. Die Dichtung blieb unvollendet.
Die Geschichte einer fatalen Liebe ging auf einen Traum des Autors zurück und folgt in der Erzählstruktur konsequent der sprunghaften Logik von Träumen, was Dichter wie Baudelaire und später die Surrealisten nachhaltig beeinflussen sollte.

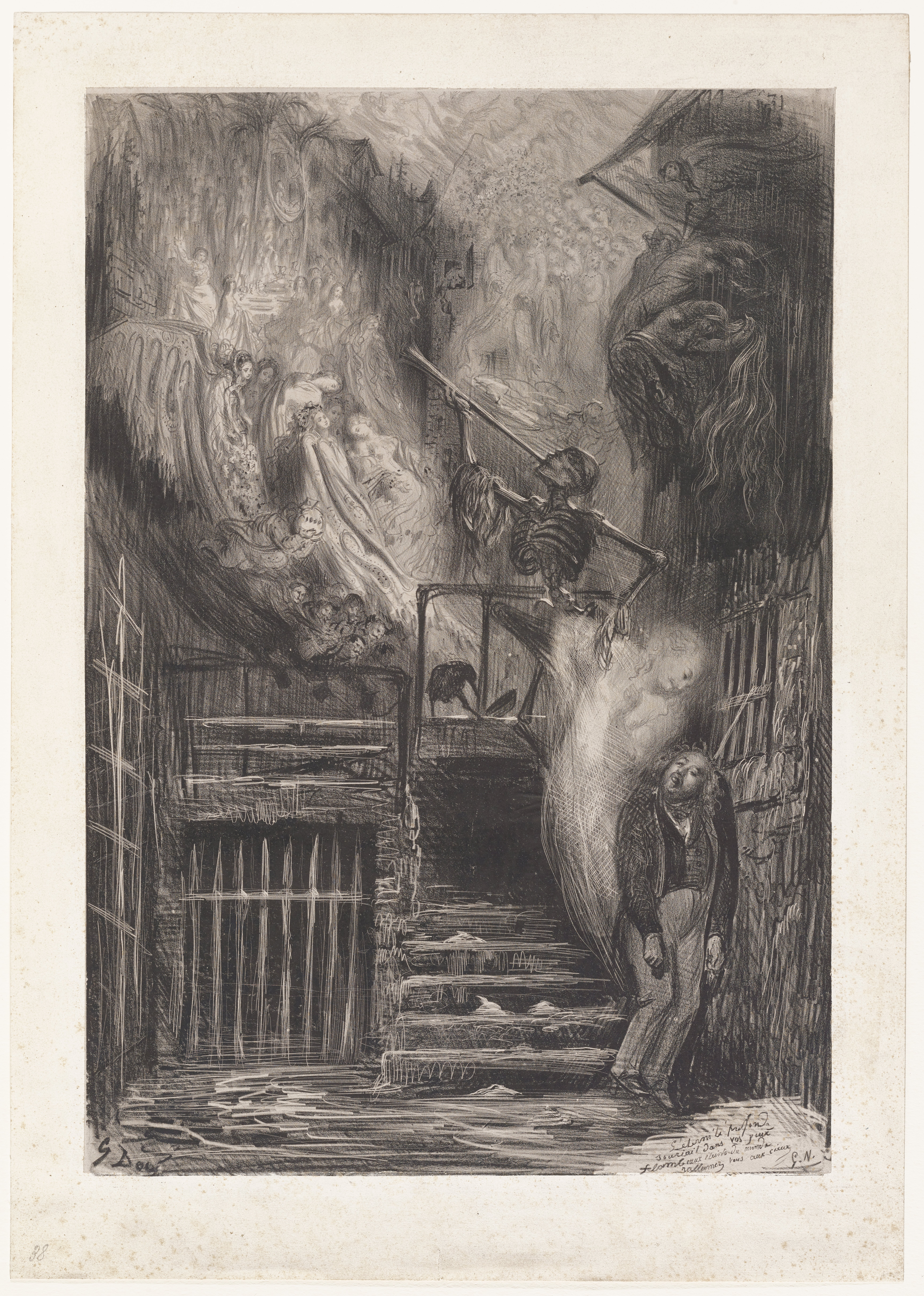
Gustave Doré, La Rue de la Vieille-Lanterne: le Suicide de Gérard de Nerval, 1855.

Man fand den ausgehungerten und obdachlosen Dichter am 26. Januar 1855 erhängt in der Pariser Rue de la Vieille Lanterne, das Manuskript der Aurélia in seiner Tasche. Das rätselhafte Buch voller bizarrer Bilder wurde nur wenige Monate nach Nervals Suizid veröffentlicht, mit einer ausführlichen Würdigung durch seine Freunde Théophile Gautier und Arsène Houssaye.
André Masson lieferte mit seinen Aquarellen kongeniale Illustrationen zu dem Werk, mit Zeichnungen wurde es von Alfred Kubin illustriert. Das Werk erlebte zahlreiche Auflagen, fand Aufnahme in prominenten Buchreihen und wurde in viele Sprachen und verschiedentlich neu übersetzt.

## Zitat
Die Dichtung beginnt mit den folgenden Worten:

« Le rêve est une seconde vie. Je n’ai pu percer sans frémir ces portes d’ivoire ou de corne qui nous séparent du monde invisible. Les premiers instants du sommeil sont l’image de la mort ; un engourdissement nébuleux saisit notre pensée, et nous ne pouvons déterminer l’instant précis où le moi, sous une autre forme, continue l’œuvre de l’existence. C’est un souterrain vague qui s’éclaire peu à peu, et où se dégagent de l’ombre et de la nuit les pâles figures gravement immobiles qui habitent le séjour des limbes. Puis le tableau se forme, une clarté nouvelle illumine et fait jouer ces apparitions bizarres : – le monde des Esprits s’ouvre pour nous. »

„Der Traum ist ein zweites Leben. Ich konnte die Tore aus Elfenbein oder Horn, die uns von der unsichtbaren Welt trennen, nicht ohne Schaudern durchdringen. Die ersten Augenblicke des Schlafes sind ein Bild des Todes; eine nebulöse Taubheit erfasst unser Denken und wir können den genauen Moment nicht bestimmen, in dem das Ich in einer anderen Form das Werk des Daseins fortsetzt. Es ist ein undeutlicher Untergrund, der nach und nach erhellt wird und in dem sich die blassen, ziemlich unbeweglichen Gestalten, welche die Vorhölle bewohnen, aus dem Schatten und der Nacht herauslösen. Dann nimmt das Bild Form an, eine neue Klarheit beleuchtet die bizarren Erscheinungen und lässt sie spielen: - es öffnet sich für uns die Welt der Geister.“

## Textausgaben
- Aurélia ou le Rêve et la Vie, in: Revue de Paris, 1er janvier et 15 février 1855
- Le Rêve et la Vie. Gérard de Nerval. Paris, Victor Lecou, 1855 (erste Buchausgabe)
- Nerval, Œuvres complètes I, II, III (Bibliothèque de la Pléiade)
- Jean Guillaume: Aurélia, prolégomène à une édition critique, Presses universitaires de Namur, 1972.
- Erzählungen in drei Bänden, ausgewählt und übertragen von Alfred Wolfenstein. Drei Masken Verlag, München 1921 (*).
- Aurelia. Französisch-Deutsch. Aus dem Französischen von Hedwig Kubin. Mit einem Nachwort von Walter Pabst. Mit einer Kurzbiografie des Verfassers. Mit bibliographischen Hinweisen. Fischer, Frankfurt am Main 1961 (= Die Fischer Bibliothek der 100 Bücher, herausgegeben von Walther Killy, Exempla classica 42).
- Aurelia und andere Erzählungen. Aus dem Französischen übersetzt von Eva Rechel. Nachwort von Hans Staub. Manesse Verlag, Zürich 1960 (= Manesse Bibliothek der Weltliteratur).
- Aurelia oder Der Traum und das Leben. Deutsch von Hedwig Kubin[6]. Mit 57 Zeichnungen von Alfred Kubin. Reprint edition Spangenberg 1992. Georg Müller, München 1910, ISBN 3-89409-065-0.
- Aurelia oder Der Traum und das Leben. Aus d. Franz. übertr. von Ernst Sander. Editorisches Nachwort von Rainer Geissler. Mit 10 Farbillustrationen nach Aquarellen von André Masson. Propyläen, Berlin 1970.
- Aurelia oder Der Traum und das Leben. Übersetzung von Ernst W. Junker. Edition Atelier, Wien 2016, ISBN 978-3-90300-522-8.